# Südafrikanische Badmintonmeisterschaft 1967
Die Südafrikanische Badmintonmeisterschaft 1967 fand in Durban statt. Es war die 17. Austragung der nationalen Titelkämpfe im Badminton in Südafrika.

## Titelträger
| Disziplin    | Sieger                           |
| ------------ | -------------------------------- |
| Herreneinzel | Alan Parsons                     |
| Dameneinzel  | Irmgard Latz                     |
| Herrendoppel | Alan Parsons William Kerr        |
| Damendoppel  | Marieluise Wackerow Irmgard Latz |
| Mixed        | William Lightbody H. Boltman     |